# Palazzo dell'ex zuccherificio di Mirandola
Il palazzo dell'ex zuccherificio di Mirandola è un edificio industriale storico di Mirandola, in provincia di Modena.
Realizzato negli anni 1930 per la produzione di alcool etilico e zucchero, il complesso rappresenta uno dei più importanti esempi di archeologia industriale della bassa modenese.

## Storia
Negli anni 1930 la Società italiana per l'industria dello zucchero indigeno, di proprietà dell'armatore genovese Erasmo Piaggio e del figlio Carlo, decise di impiantare a Mirandola un'industria per la lavorazione delle barbabietole. Lo scopo dell'impianto, inaugurato nel 1936, era inizialmente la distillazione dell'alcol etilico da utilizzare come carburante: a seguito delle sanzioni economiche all'Italia fascista da parte della Società delle Nazioni, infatti, in Italia vi era un'alta richiesta di risorse energetiche alternative al petrolio.
Nel maggio 1937 il Ministero delle corporazioni autorizzò l'ampliamento della distilleria per aumentare la produzione fino a 1000 ettanidri di alcol al giorno. Nella stagione 1938 venne registrata una produzione di 32.700 ettanidri.
Dopo l'8 settembre 1943, la distilleria divenne uno dei possibili obiettivi delle incursioni aeree alleate. L'approvvigionamento di carbone e la produzione e vendita di alcol venne controllata dl Comando germanico di stanza a Verona. Complessivamente, la struttura subì 11 attacchi aerei, avvenuti l'11 e 23 dicembre 1944; il 9, 17 (quattro volte) e 18 gennaio 1945; 24 febbraio; 12, 15, 22 e 31 marzo 1945. I duri bombardamenti dei primi mesi del 1945 da parte dell'aviazione alleata causò gravi danni agli impianti della distilleria, in particolare al magazzino delle polpe secche, all'officina meccanica e al deposito delle scorte. Nel 2006 venne rinvenuta una bomba statunitense inesplosa da 500 libbre. Divenuta ormai inattiva la fabbrica, gli operai decisero di smontare i macchinari rimasti e nasconderli nel castello dei Pico o nelle valli mirandolesi, per paura che fossero sottratti dai nazisti, oltre che nella speranza di riprendere la produzione appena terminata la guerra.

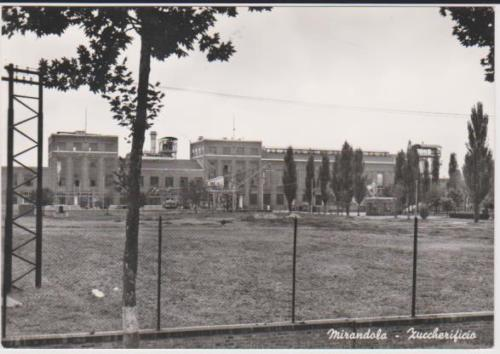
Lo zuccherificio nel 1960

Nel 1947-1948 la distilleria venne riconvertita in zuccherificio per la produzione di zucchero grezzo, il quale ebbe una forte espansione e produzione dagli anni 1950, unitamente alle altre grandi aziende alimentari di trasformazione della zona, quali Mon Jardin-Covalpa, Baratta, Aiproco e Montorsi. Lo zuccherificio disponeva di uno scalo ferroviario collegato direttamente alla stazione di Mirandola SEFTA della ferrovia Modena-Mirandola (dismessa il 6 settembre 1964).
A seguito di riorganizzazioni societarie, lo stabilimento mirandolese entrò in crisi a metà degli anni 1970: gli impianti vennero chiusi nel 1986, mentre gli operai furono destinati ad altri impianti della stessa società, tra cui quello di Massa Finalese (chiuso nel 2006) e altri fuori provincia. Al momento della chiusura la capacità produttiva dell'impianto era di 45.000 quintali di zucchero all'anno.
Dopo diversi decenni di degrado e successivo abbandono, nel dicembre 1997 il complesso è stato acquistato dalla municipalizzata AIMAG, che tramite un concorso di progettazione per la ristrutturazione e riuso ha recuperato e riqualificato i fabbricati, attraverso un investimento di circa dieci milioni di euro, che ha portato alla realizzazione della nuova sede, uffici a servizio dei cittadini, officine, magazzini, una centrale di trigenerazione per la produzione di energia elettrica, teleriscaldamento e teleraffreddamento.

## Produzione dello zucchero

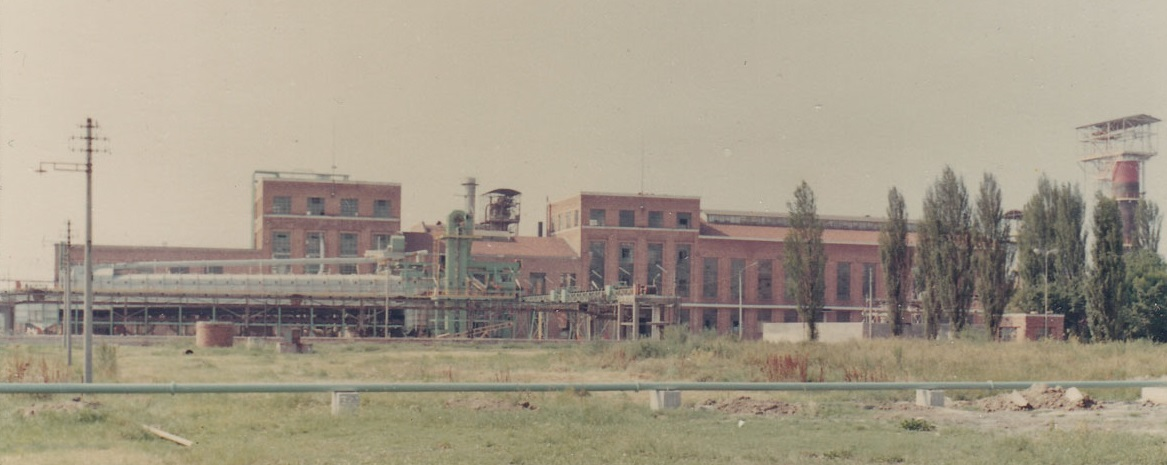
Lo zuccherificio di Mirandola nel 1970.

Le barbabietole, seminate a febbraio-marzo e raccolte nei mesi di agosto e settembre, venivano trasportate allo zuccherificio di Mirandola attraverso lunghe file di camion che, in attesa dello scarico, aspettavano il loro turno lungo viale Antonio Gramsci. Le barbabietole venivano scaricate sui nastri trasportatori e successivamente lavate con getti di acqua calda e tagliate meccanicamente in sottili strisce. Le fibre venivano immerse in acqua calda portata alla temperatura di 70 gradi per far cedere lo zucchero, quindi dopo la filtrazione venivano bollite per eliminare l'acqua per evaporazione. Infine il prodotto veniva centrifugato per ottenere la cristallizzazione dello zucchero greggio, che infine veniva depurato, decolorato e confezionato in sacchi da un quintale.

## Architettura
L'edificio industriale è caratterizzato dall'architettura tipica del razionalismo italiano, con le strutture portanti realizzate in mattoni a vista. Numerosi elementi architettonici sottolineano efficacemente le paraste, gli architravi e le cornici, oltre alle ampie finestre e alle fasce marcapiano.
All'interno della struttura architettonica, le luci provenienti dalle ampie vetrate dominano sulle pareti in muratura, che culminano in coperture a falde inclinate con capriate metalliche.
Il progetto di recupero edilizio realizzato dall'architetto Guido Canali ha portato "la nuova cortina muraria a divenire diaframma e non più elemento strutturale".